# Shmuel Kamenetsky
Shmuel Kamentsky (en hebreu: שמואל קמנצקי) (nascut al novembre de 1924) és un rabí haredim dels Estats Units. El Rabí Kamenetsky és el fundador, el degà i el director de la Ieixivà Talmúdica de Filadèlfia. És un dels Guedolim lituans més coneguts, que resideixen fora de la Terra d'Israel. És el fill del Rabí Yaakov Kamenetsky. (1891-1986), un dels líders de la Torà més importants d'Amèrica del Nord.

## Biografia
Kamenetsky va ser un estudiant del Rabí Aharon Kotler, de qui va rebre l'ordenació rabínica (semicha). Abans d'estudiar amb el Rabí Kotler, a la Ieixivà de Lakewood, Kamenetsky va aprendre en el Col·legi Rabínic Ner Israel, sota la tutela del cosí del seu pare, el Rabí Yaakov Yitzchok Ruderman, i abans d'això, va estudiar a l'escola Etz Chaim de Toronto.
A mitjan anys 50, com a part de l'esforç de la Iexivà de Lakewood per establir més ieixives fora del poble, Kamenetsky i el Rabí Dov Schwartzman van ser enviats a fundar la Ieixivà Talmúdica de Filadèlfia. En 1955, Schwartzman va marxar per obrir la seva ieixivà a Israel. Kamenetsky aleshores va cercar al Rabí Elya Svei, per servir com a director adjunt de la ieixivà. Aquest arranjament va continuar fins a la defunció de Svei al març de 2009.
Kamenetsky és un membre del Consell de Savis de la Torà (Moetzes Guedolei HaTorà), de l'organització rabínica Agudat Israel d'Amèrica, i serveix en el consell rabínic de moltes organitzacions, incloent el Sistema Educatiu Independent a Israel (Chinuch Atzmai), l'associació d'escoles jueves ortodoxes Torah Umesorah, la fundació Chofetz Chaim Heritage Foundation, i l'Associació per a la Divulgació del judaisme entre els Professionals (en anglès: Association for Jewish Outreach Professionals) (AJOP).
La seva opinió és freqüentment cercada i esmentada en els afers corrents tals com: l'atracció entre persones del mateix sexe, l'abús sexual, l'obesitat i les dietes, fumar tabac i beure alcohol en excés durant la festa jueva de Purim. La seva aprovació també és requerida per a la publicació de llibres sobre la Torà en anglès. Kamentsky és actiu en el si del moviment contra les vacunes, en una ocasió va declarar: "Veig les vacunes com un problema, és un frau. Fins i tot la vacuna de Salk era un frau. És tan sols un gran negoci."

## Vida personal
L'esposa de Kamenetsky, Temi, era la filla del Hazan Moshe Brooks, va créixer en les seccions de Boro Park i Williamsburg, al barri de Brooklyn, a la ciutat de Nova York. Els seus fills són: el Rabí Sholom Kamenetsky, el director de la Ieixivà Talmúdica de Filadèlfia, el Rabí Avrohom Kamenetsky, un professor de Talmud a la Ieixivà Bais Yisroel, a Jerusalem, Dov Kamenetsky, un ben conegut filantrop i un magnat immobiliari de Toronto, Canadà, el Rabí Zave Kamenetsky de Lakewood, Nova Jersey, un professor de Talmud a la Ieixivà Belmar, el Rabí Dovid Kamenetsky, un autor i editor de l'edició Schottenstein del Talmud (publicada per Artscroll i Mesorah), tant en hebreu com en anglès, i un professor de Talmud a la Ieixivà Darchei Noam de Jerusalem, el Rabí Aharon Kamenetsky, i Eliyahu Kamenetsky. Les seves filles estan casades amb els Rabins: Yechiel Moskowitz, Shaya Shechter, i Shalom Kelemer. Un altre gendre seu, és el Rabí Tzvi Berkowitz, professor de Talmud al Col·legi Rabínic Ner, situat a Baltimore.